# Paraguay en los Juegos Olímpicos de la Juventud 2018
Paraguay compitió en los Juegos Olímpicos de la Juventud 2018 en Buenos Aires, Argentina, celebrados entre el 6 y el 18 de octubre de 2018. Su delegación estuvo conformada por 28 atletas en 6 disciplinas y no pudo obtener medallas en los juegos.

## Medallero
| Medalla       | Oro | Plata | Bronce | Total |
| ------------- | --- | ----- | ------ | ----- |
| Total oficial | 0   | 0     | 0      | 0     |

## Disciplinas

### Tiro con arco
Paraguay calificó a un arquero basado en su desempeño en el Torneo Americano de Calificación.
- Individual masculino - Alejandro Benítez[1]

### Atletismo
Paraguay calificó a un atleta en este deporte.
- 100 metros masculino - Mateo Vargas[1]

### Handall de playa
Paraguay clasificó a sus equipos femenino y masculino con base en el ranking del Mundial Juvenil de Handball de playa de 2017.
- Torneo masculino - 1 equipo[1]
- Torneo femenino - 1 equipo[1]

### Voleibol de playa
Paraguay calificó a sus equipos masculino y femenino para este deporte.
- Torneo masculino - Jorge Riveros y Gonzalo Melgarejo.[1]
- Torneo femenino - Giuliana Poletti y Romina Ediger.[1]

### Equitación
Paraguay clasificó a un atleta en base al ranking del FEI.
- Salto individual - Alexia Martínez[1]

### Natación
Paraguay clasificó a un atleta.
- 100 metros libre masculino - Matheo Mateos[1]